# A. Q. M. Badruddoza Chowdhury

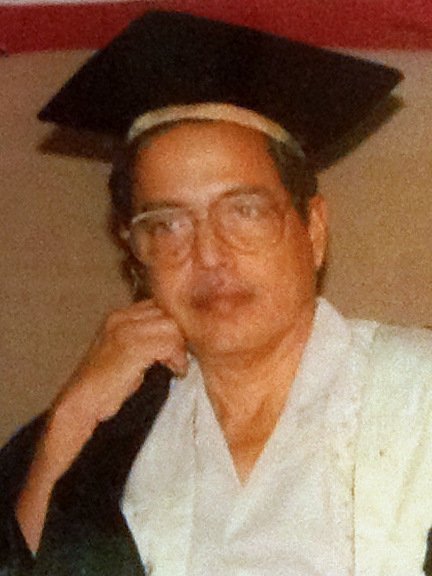
Abdul Qasim Mohammad Badruddoza Chowdhury (1993)

Abdul Qasim Mohammad Badruddoza Chowdhury, meist A. Q. M. Badrudozza Chowdhury (Bengalisch: একিউএম বদরুদ্দোজা চৌধুরী, Ekiuem Badaruddojā Caudhurī; * 11. Oktober 1930 in Munsif Bari, Kumilla, Bengalen, damals Britisch-Indien, heute Bangladesch; † 5. Oktober 2024 in Dhaka) war ein bangladeschischer Politiker. Von 2001 bis 2002 war er Staatspräsident von Bangladesch.

## Leben

### Studium und Beruf
Nach dem Medizinstudium in Dhaka, Cardiff, London und Edinburgh arbeitete der Sohn eines früheren Ministers als Arzt und Professor der Medizin. Später engagierte er sich als Präsident der National Anti-Tuberculosis Association of Bangladesh (NATAB) sowie als Präsident der International Union against Tuberculosis of LUNA Disease (IUATLD) für die Asien-Pazifik-Zone mit Sitz in Paris.
Darüber hinaus war er anerkannter Schriftsteller, Dramatiker und Essayist in seinem Heimatland und erhielt als solcher 1976 einen National Television Award.

### Minister
Am 15. April 1979 wurde er stellvertretender Premierminister und Minister für Gesundheit und Bevölkerungsfragen im Präsidialkabinett von Ziaur Rahman. In diesem Amt nahm er auch an mehreren internationalen Fachkonferenzen teil.
Zusammen mit Rahman gründete er 1979 die Bangladesh Nationalist Party (BNP) und wurde deren erster Generalsekretär sowie Fraktionsvorsitzender nach der Wahl 1979. Später übernahm er das Amt des Ministers für Erziehung, Wissenschaft, Technologie und Kultur. Chowdhury gründete zudem die Liberal Democratic Party (LDP) und wurde deren Vorsitzender.
Vom 10. Oktober 2001 bis zu seinem Amtsantritt als Staatspräsident am 14. November 2001 war er Außenminister im Übergangskabinett von Khaleda Zia.

### Staatspräsident
Am 14. November 2001 wurde er als Nachfolger von Shahabuddin Ahmed Staatspräsident von Bangladesch. Bereits am 21. Juni 2002 trat er zurück, nachdem ihn die regierende BNP zum Rücktritt aufgefordert hatte. Grund für die Rücktrittsforderung war aus Sicht der BNP, dass sich Chowdhury geweigert hatte, das Grab des Gründers der BNP und früheren Militärmachthaber Ziaur Rahman zu dessen 21. Todestag zu besuchen. Nachfolger als Präsident wurde für eine Übergangszeit Jamiruddin Sircar, ehe Iajuddin Ahmed letztlich am 6. September 2002 Präsident wurde.

### Tod
Chowdhury starb am 5. Oktober 2024 im Alter von 93 Jahren.